# Walker Sisters' Place
La Walker Sisters' Place – ou King-Walker Place – est une ancienne exploitation agricole américaine située dans le comté de Sevier, dans le Tennessee. Protégée au sein du parc national des Great Smoky Mountains, elle est inscrite au Registre national des lieux historiques depuis le 16 mars 1976.